# Transmissionline-Gehäuse

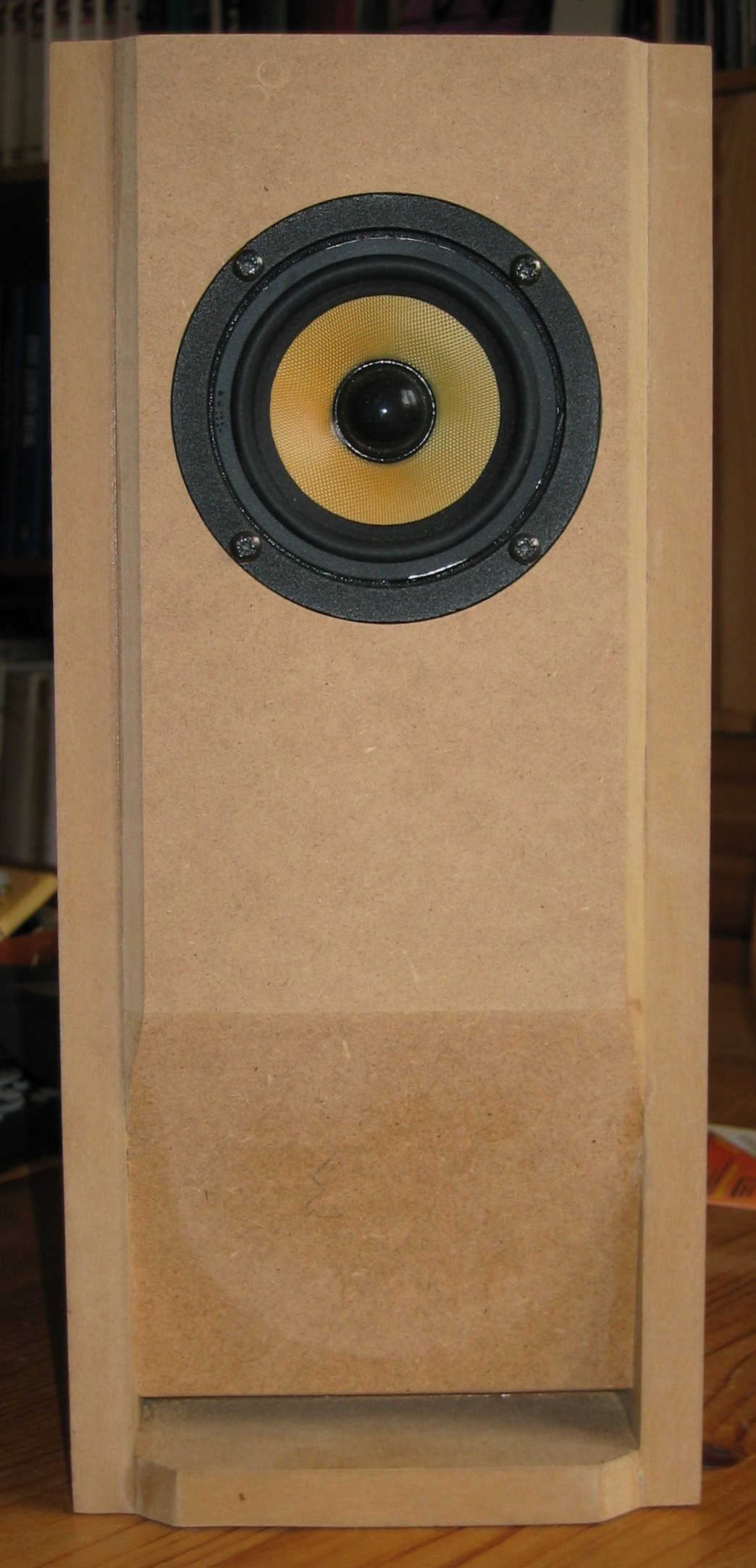
Mini-TML (Eigenbau)

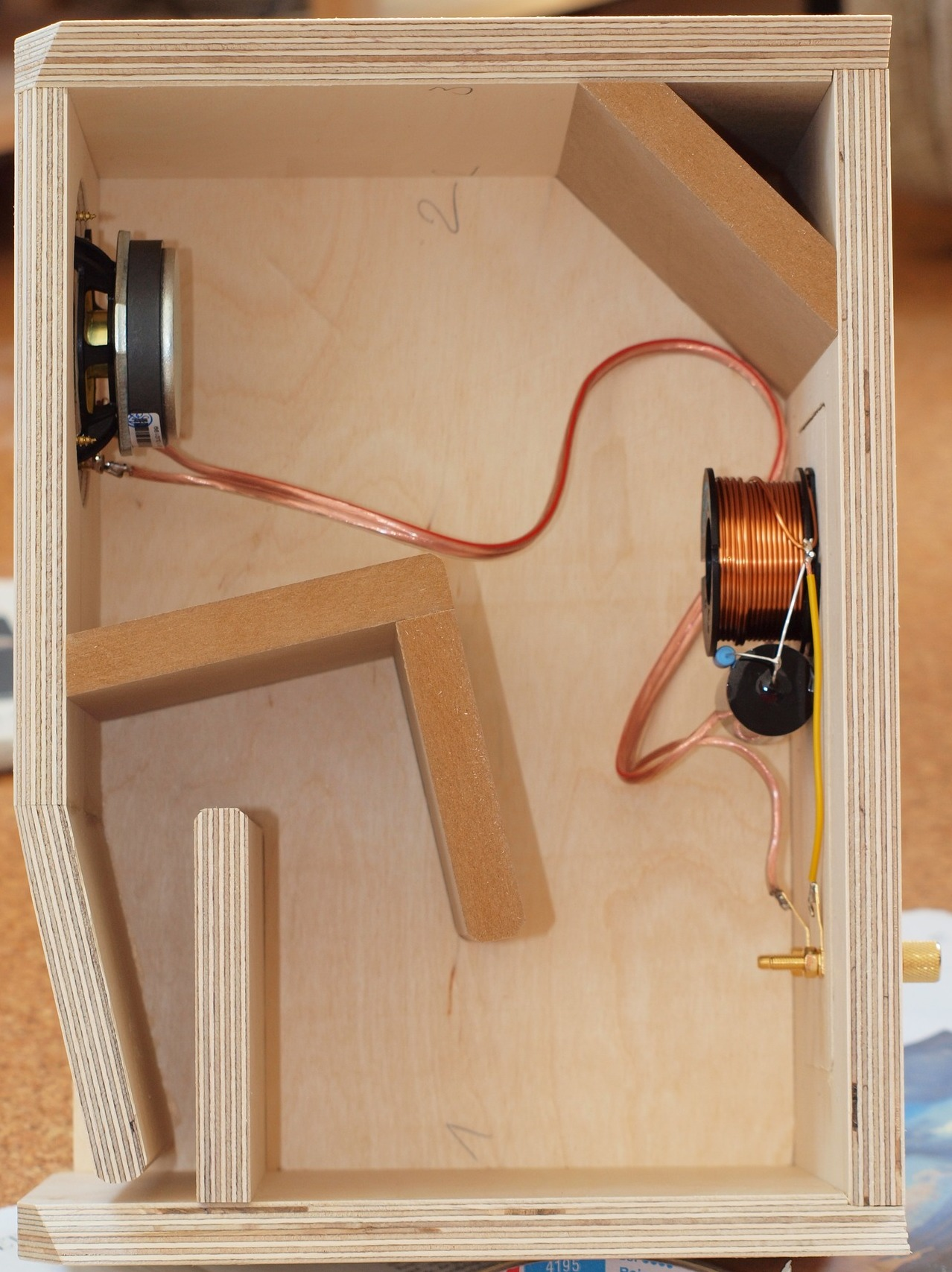
Innenaufbau der Mini-TML-Box „Pico Lino 2“

Transmissionline-Gehäuse (kurz: TL oder TML, deutsch auch Laufzeitleitung) sind eine spezielle Form von Lautsprechergehäusen.
Dieses Lautsprecherprinzip nutzt stehende Wellen in einer Verzögerungsleitung zur Verbesserung der Wiedergabe tiefer Frequenzen. Trotz Ähnlichkeit zur Bassreflexbox unterscheiden sich die Wirkprinzipien von TML und Bassreflex erheblich voneinander.

## Wirkungsweise
In einer einfachen Transmissionsline regt ein Lautsprecher eine einseitig offene Röhre an beziehungsweise nahe dem geschlossenen Ende zu Schwingungen an.
Die Welle, die zum Rohrende hin läuft, wird aufgrund der unterschiedlichen Strahlungsimpedanzen im Rohr und der Außenluft größtenteils reflektiert und es bildet sich in der Röhre eine stehende Welle. Die Grundwelle bildet sich bei Rohrlänge = lambda/4, die Oberwellen bei den ungeradzahligen Vielfachen von lambda/4. Man spricht deshalb auch von Viertelwellenresonanz-Gehäusen. Besonders bei diesen Frequenzen wird Schallenergie dann überwiegend über das offene Rohrende an die Umgebung abgegeben, während sich die Membran des Lautsprechers in der Ruhelage befindet. Die Länge des Rohres wird oft (aber nicht notwendigerweise) so gewählt, dass seine lambda/4-Resonanz in etwa mit der Resonanzfrequenz des Lautsprechers zusammenfällt:
Länge = Schallgeschwindigkeit / (4 × Lautsprecherresonanzfrequenz)
Durch die an den beiden Enden mitschwingenden Luftmassen verhält sich das Rohr so, als wäre es ungefähr um seinen Durchmesser länger.
Es muss verhindert werden, dass durch die Rohröffnung außer der lambda/4-Resonanz auch höherfrequente Bestandteile des Musiksignales abgestrahlt werden, was durch eine interferenzbedingte Kammfiltercharakteristik zu einem sehr unangenehmen „Röhrenklang“ führen würde.
Eine geeignete Konstruktion ist zum Beispiel die Anordnung eines richtig bemessenen Luftvolumens als 6-dB-Tiefpass zwischen Lautsprecher und Rohr (wenig trennscharf).
```
     __________
    |          |_______________________________________________________
    \
     \ Koppel-
     / volumen
    /           _______________________________________________________
    |__________|
```

Eine wirkungsvolle Methode, der Ausprägung einzelner Rohrresonanzen entgegenzuwirken, besteht darin, den Lautsprecher im Schnellebauch einer Resonanz zu positionieren. Zur Eliminierung der ersten Oberwelle wäre das Lautsprecherchassis bei einem Drittel der Länge (vom geschlossenen Ende aus gesehen), für die zweite Oberwelle bei einem Fünftel der Länge anzuordnen.
Die Wirkung kann neben akustischen Messungen auch am Frequenzgang der Impedanz festgestellt werden.
```
 ______________________________________________________________________
|                   \____/
|D D D D D D D D D D I__I D D D D
|______________________________________________________________________
                     1/3                     D .... Bedämpfungsmaterial
```

Zur praktischen Ausführung von TL-Gehäusen kursieren zahlreiche, teilweise falsche oder überholte Faustregeln und Konstruktionsvorschriften. Eine realitätsnahe Prognose des akustischen Verhaltens eines Lautsprecherchassis in einem Transmissionline-Gehäuse ermöglicht inzwischen Simulations-Software, die gebräuchlichsten Programme sind AkAbak und AJHorn, sowie die Mathcad-Worksheets von Martin J. King.
Zur Dämpfung höherer Resonanzen wird meistens poröses oder faseriges Bedämpfungsmaterial in das Rohr eingebracht. Ist zu viel Bedämpfungsmaterial im Rohr, so verhält sich das Rohr wie ein akustischer Sumpf und nicht wie eine Transmissionline.
Das Bedämpfungsmaterial ist durch geeignete Maßnahmen in seiner Position festzulegen. Es bewirkt auch eine Reduktion der Schallgeschwindigkeit, wodurch eine geringere bauliche Länge erforderlich wird. Die geringfügige Absenkung der Lautsprecherresonanzfrequenz durch mitschwingendes Dämmmaterial ist kaum von Belang für die Dimensionierung.
Auch hier kann der Impedanzfrequenzgang Hinweise liefern, ob ausreichend und an den richtigen Stellen bedämpft wurde. Im Bereich der Lautsprecherresonanzfrequenz liegt ein Impedanzmaximum.
Ein Transmissionline-Rohr ist aufgrund seiner Länge, beispielsweise etwa zwei Meter für 40 Hertz Rohrresonanz, in Wohnräumen oft schwierig unterzubringen. Deshalb, und weil zudem Material gespart werden kann, werden meist gefaltete Transmissionlines konstruiert.
Charakteristisch ist eine durch destruktive Interferenz zwischen dem Direktschall des Lautsprecherchassis und dem durch die Rohröffnung abgestrahlten Schall verursachte Amplitudenfrequenzgang-Senke im oberen Bassbereich (80 bis 120 Hz). Abhängig von der Gehäuseausführung und Bedämpfung zeigen sich zu höheren Frequenzen weitere Interferenz- und Rohrresonanz-Effekte im Amplitudenfrequenzgang.
Obwohl Bassreflex-Gehäuse in der Regel effizienter und einfacher zu konstruieren sind, bevorzugen manche (vor allem englische) Konstrukteure und Musikliebhaber diese Konstruktion.
```
+----+----------+.
|    |          |
| |  |          |
| |  |   |      |
| |  |   |      |
| |  |   |      /
| |  |   |  ## /
| |  |   |  ##<
| |  |   |  ## \
| |  '   |      \
| |      |      |
| '------'------'
+----------------
```

Für Transmissionslines sollte der Lautsprecher eine relativ tiefe Resonanzfrequenz aufweisen.
Der Einfluss des Bedämpfungsmaterials auf den mechanischen Gütefaktor und in der Folge auch den Gesamtgütefaktor kann sich bei Verwendung von Lautsprecherchassis mit schwachem Antrieb und großen Gesamtgütefaktoren als vorteilhaft erweisen, wobei die starke mechanische Bedämpfung immer mit der Gefahr erhöhter nichtlinearer Verzerrungen einhergeht. Preiswerte Lautsprecher, die sich wegen hoher Gütefaktoren für sonstige Gehäusearten weniger eignen, werden deshalb gerne in Transmissionsline-Gehäusen eingesetzt. Entgegen überholter Konstruktionsrichtlinien ist ein hoher Gesamtgütefaktor aber keine Voraussetzung für eine funktionsfähige Transmissionline.